# Bucculatrix pyrivorella
Bucculatrix pyrivorella är en fjärilsart som beskrevs av Hiroshi Kuroko 1964. Bucculatrix pyrivorella ingår i släktet Bucculatrix och familjen kronmalar. Inga underarter finns listade i Catalogue of Life.